# 松井正光
松井正光（まつい まさみつ、1938年 - ）は、富山県出身の伝統工芸の金工作家。国宝の修復を多数手がける。東京都内で金属装飾品加工の「株式会社松美銀器」を経営。本名は松井正雄。

## 経歴
- 昭和29年　上京し松井恒次郎に師事
- 昭和39年　独立、伝統工芸の技法を伝授研さんに努める
- 昭和59年　重要文化財　三鱗兵庫鎖太刀（北条太刀）金銀復刻
- 昭和60年　国宝装飾経　平家納経「妙法蓮華経序品」装飾金具他原寸原型完全復元
- 昭和61年　国宝装飾経　平家納経「観音品」装飾金具他原寸原型完全復元
- 昭和62年　国宝装飾経　平家納経「巌王品」装飾金具他原寸原型完全復元

国宝装飾経　平家納経「般若心経」装飾金具他原寸原型完全復元
- 昭和63年　国宝装飾経　平家納経「寿量品」装飾金具他原寸原型完全復元

国宝装飾経　平家納経「阿弥陀経」装飾金具他原寸原型完全復元